# Т-54
Т-54 — радянський середній танк, розроблений наприкінці Другої світової війни, був прийнятий на озброєння ЗС СРСР 1946 року та замінив собою Т-34-85 і Т-44. Розроблений на КБ-520 в евакуації під керівництвом Олександра Морозова.
Цей танк нараховує безліч модифікацій, найвідомішою з яких є танк Т-55, пристосований до бойових дій в умовах застосування ядерної зброї. Західні дослідники часто не розділяють Т-54 і Т-55, називаючи їх спільною назвою Т-54/55, оскільки танки дуже схожі між собою.

## Створення Т-54
Безпосереднім попередником Т-54 був танк Т-44, створений у 1943—1944 роках. На ранніх стадіях процес створення Т-54 був невіддільний від Т-44, оскільки розробка обох танків велася в загальному руслі розвитку радянської бронетанкової техніки тих років, і на перших порах втілений у металі Т-54 був значною мірою модернізованим варіантом Т-44.[джерело?]
Оскільки Т-44 був танком воєнного часу, розрахованим на заміну Т-34-85, то від нього вимагали низьку вартість і можливість виробництва за умови низької кваліфікації робітників. Тому від танка не вимагали надійності та ресурсу: під час війни ресурс двигуна в 100 годин вважався гарним результатом, але після війни вимоги зросли до 500 годин. Таким чином, розроблений для війни, разом з закінченням Другої світової Т-44 одразу застарів. Т-54 отримав потужнішу 100-мм гармату Д-10Т, планетарні механізми повороту замість бортових фрикціонів та позбувся застарілого гребеневого зачеплення тягового колеса, розробленого ще Джоном Крісті в 1920-х. Т-54 став по суті «Т-44 мирного часу» завдяки високій надійності та підвищеним характеристикам.

## Опис конструкції
Танк Т-54/55 є подальшим розвитком танка Т-44, він має таку ж схему компонування. Відділення управління розташоване в передній частині корпусу, бойове відділення — у середній, під баштою, а силове — у задній частині корпусу. Екіпаж танка складається з чотирьох осіб — механіка-водія, що розташовувався у відділенні управління, а також навідника, заряджаючого і командира, які перебували в тримісній башті. Броньовий корпус Т-54/55 — зварний, збирався з катаних плит і листів гомогенної сталі. Броньовий захист танка — протиснарядний, диференційований, виконаний з раціональними кутами нахилу. Башта обтічної форми виготовлялася методом лиття. Нижня частина башти мала товщину майже 200 мм.

## Підвіска
Підвіска незалежна, торсіонна. Ходова частина з кожного борту складалася з 5 опорних котків з металевими ободами й гідравлічними амортизаторами. Тягові колеса задні, зачеплення гусениць цівкове.
Основним озброєнням Т-54 була 100 мм танкова гармата Д-10Т. Довжина ствола гармати — 56 калібрів. Ця гармата була розроблена в конструкторському бюро артилерійського заводу № 9 під керівництвом Ф. Ф. Петрова для СУ-100. Бронебійний снаряд цієї 100-мм гармати був здатний пробити вертикальний лист броні товщиною 125 мм на відстані 2000 м. Після Другої світової війни його поліпшені варіанти перебували на озброєнні протягом сорока років після розробки вихідної модифікації. Додатковим озброєнням був спарений 7,62 мм кулемет, розташований праворуч від гармати. Виробництво даного танку тривало навіть після того, як набагато досконаліший Т-62 був прийнятий на озброєння.

## Серійне виробництво
У СРСР серійне виробництво було розпочато 1947 року. З грудня 1948 по жовтень 1949 року, через конструктивні хиби, виробництво танків Т-54 на всіх заводах було призупинено. Виробництво Т-54 та його модифікацій здійснювалося до 1959 року. Загалом у СРСР було вироблено 16 775 екземплярів Т-54 та його модифікацій.
Крім СРСР, Т-54 та його модифікації вироблялися у:
- КНР — придбав ліцензію та почав виробляти танк Т-54А під позначенням Т-59 у 1951 році на заводі № 617 міста Баотоу.[5] Вироблявся за ліцензією в Пакистані[4];
- Північна Корея — 300 одиниць Т-54 збиралися із вже готових танкокомплектів з 1969 по 1974 рік[4];
- Польща — 2855 одиниць Т-54 та його модифікацій з 1954 по 1964 рік[4];
- Чехословаччина — 771 (за іншими даними — 1024) одиниць Т-54 були виготовлені за ліцензією з 1958 по 1963 рік на заводі ZTS міста Мартіна. Поставлялися в Угорщину, Сирію, Марокко, Індію (274 одиниць)[4].
- Єгипет — Т-54 були модернізовані американською фірмою «Теледайн Континентал» та отримали назву Рамзес II[6].

| Рік     | Т-54   | Т-54А | Т-54Б | Т-54 | Т-54К | Т-54БК | Всього |
| ------- | ------ | ----- | ----- | ---- | ----- | ------ | ------ |
| 1947    | 22     | —     | —     | —    | —     | —      | 22     |
| 1948    | 593    | —     | —     | —    | —     | —      | 593    |
| 1949    | 152    | —     | —     | —    | —     | —      | 152    |
| 1950    | 1007   | —     | —     | —    | —     | —      | 1007   |
| 1951    | 1566   | —     | —     | —    | —     | —      | 1566   |
| 1952    | 1854   | —     | —     | —    | —     | —      | 1854   |
| 1953    | 2000   | —     | —     | —    | —     | —      | 2000   |
| 1954    | 2276   | —     | —     | —    | —     | —      | 2276   |
| 1955    | 775    | 1820  | —     | —    | 50    | —      | 2645   |
| 1956    | —      | 1775  | —     | —    | 50    | —      | 1825   |
| 1957    | —      | 1007  | 850   | 18   | —     | 100    | 1975   |
| 1958    | —      | —     | 705   | 35   | —     | 80     | 820    |
| 1959    | —      | —     | 20    | 20   | —     | —      | 40     |
| Загалом | 10 245 | 4602  | 1575  | 73   | 100   | 180    | 16 775 |

Загалом було вироблено 20 375 одиниць Т-54 та його модифікацій.

## Бойове застосування

### Російське вторгнення в Україну
22 березня 2023 року група розслідувачів Conflict Intelligence Team (CIT) опублікувала отримані від джерела фотографії залізничного складу з танками, який рухався з Далекого Сходу на захід Росії. На платформах – зняті з консервації танки Т-54. До цього найстарішими з танків, які армія РФ використовувала проти України, були Т-62, що вироблялися з 1961 року.
У березні 2024 року зафіксовано випадок бойового застосування російського Т-54, коли один танк було виведено з ладу.
Станом на 19 січня 2025 року редактори Oryx Blog знайшли фото чи відео підтвердження втрати Росією в ході війни 3 танків сімейства Т-54.

## Оператори

### Поточні
- Ангола — деяка кількість БРЕМ на базі Т-54 на озброєнні, станом на 2024 рік[10]
- Бангладеш — деяка кількість БРЕМ на базі Т-54 та 174 Тип 59 (китайська копія Т-54А) на озброєнні, станом на 2024 рік[11]
- Болгарія — деяка кількість БРЕМ на базі Т-54 на озброєнні, станом на 2024 рік[12]
- Вірменія — 3 одиниці Т-54 на озброєнні, станом на 2024 рік[13]
- В'єтнам — 750 одиниць Т-54/55 та 100 Т-54Б на озброєнні, станом на 2024 рік[14]
- Гвінея — 8 одиниць Т-54 (позначені як небоєздатні) та деяка кількість БРЕМ на базі Т-54 на озброєнні, станом на 2024 рік[15]
- Еритрея — 270 одиниць Т-54/55 та деяка кількість БРЕМ на базі Т-54 на озброєнні, станом на 2024 рік[16]
- Ефіопія — деяка кількість БРЕМ на базі Т-54 на озброєнні, станом на 2024 рік[17]
- Єгипет — деяка кількість БРЕМ на базі Т-54 на озброєнні та 840 одиниць Т-54/55 на зберіганні, станом на 2024 рік[18]
- Ємен — деяка кількість Т-54/55 на озброєнні, станом на 2024 рік[19]
- Замбія — деяка кількість БРЕМ на базі Т-54 та 20 Тип 59 на озброєнні, станом на 2024 рік[20]
- Зімбабве — деяка кількість БРЕМ на базі Т-54 та 30 Тип 59 (позначені як небоєздатні) на озброєнні, станом на 2024 рік[21]
- Індія — деяка кількість БРЕМ на базі Т-54 на озброєнні, станом на 2024 рік[22]
- Індонезія — деяка кількість БРЕМ на базі Т-54 на озброєнні, станом на 2024 рік[23]
- Ірак — деяка кількість БРЕМ на базі Т-54 на озброєнні, станом на 2024 рік[24]
- Іран — 540 одиниць Т-54/55/Тип 59 та деяка кількість БРЕМ на базі Т-54 на озброєнні, станом на 2024 рік[25]
- Камбоджа — 150 одиниць Т-54/55 та деяка кількість БРЕМ на базі Т-54 на озброєнні, станом на 2024 рік[26]
- Куба — близько 400 одиниць Т-54/55/62 на озброєнні, станом на 2024 рік[27]
- Лаос — 15 одиниць Т-54/55 та деяка кількість БРЕМ на базі Т-54 на озброєнні, станом на 2024 рік[28]
- Ліван — 185 одиниць Т-54 та деяка кількість БРЕМ на базі Т-54 на озброєнні Лівану[29], деяка кількість Т-54/55 на озброєнні Хезболли, станом на 2024 рік[29]
- Мавританія — 35 одиниць Т-54/55 та деяка кількість БРЕМ на базі Т-54 на озброєнні, станом на 2024 рік[30]
- Мозамбік — 60+ одиниць Т-54 на озброєнні, станом на 2024 рік[31]
- Монголія — 370 одиниць Т-54/55/62 на озброєнні, станом на 2024 рік[32]
- Намібія — деяка кількість Т-54/55 (позначені як небоєздатні) та деяка кількість БРЕМ на базі Т-54 на озброєнні, станом на 2024 рік[33]
- Пакистан — деяка кількість БРЕМ на базі Т-54 на озброєнні, станом на 2024 рік[34]
- Північна Корея — на озброєнні станом на 2024 рік, точна кількість невідома[35]
- Республіка Конго — 25 одиниць Т-54/55 та 15 Тип 59 на озброєнні, станом на 2024 рік[36]
- Росія — деяка кількість БРЕМ на базі Т-54 на озброєнні, станом на 2024 рік[37]. Зафіксовано застосування Т-54 в боях під час російсько-української війни.
- Руанда — 24 одиниці Т-54/55 та деяка кількість БРЕМ на базі Т-54 на озброєнні, станом на 2024 рік[38]
- Сербія — деяка кількість БРЕМ на базі Т-54 на озброєнні, станом на 2024 рік[39]
- Сирія — деяка кількість Т-54/55 та деяка кількість БРЕМ на базі Т-54 на озброєнні, станом на 2024 рік[40]
- Сомалі — деяка кількість Т-54/55 (позначені як небоєздатні) на озброєнні, станом на 2024 рік[41]
- Танзанія — 30 одиниць Т-54/55 та 15 Тип 59 на озброєнні, станом на 2024 рік[42]
- Того — 2 одиниці Т-54/55 на озброєнні, станом на 2024 рік[43]
- Уганда — 140 одиниць Т-54/55 та деяка кількість БРЕМ на базі Т-54 на озброєнні, станом на 2024 рік[44]

### Колишні
- СРСР
- Афганістан
- Казахстан
- Лівія
- Малі
- Марокко — на озброєнні перебувало 120 одиниць Т-54, постачалися з СРСР[45]
- Німеччина — на озброєнні НДР перебувало 500 одиниць Т-54[45]. Списані в 90-х роках.
- Польща — виготовлено 1500 одиниць Т-54 за ліцензією в 1954—1964 роках[45]
- Сербія та Чорногорія — 1980 одиниць Т-54 і Т-55 було поставлено з СРСР в 1962—1970 роках[45]
- Перу — на озброєнні перебувало 24 одиниці Т-54, постачалися з СРСР[45]
- Фінляндія — на озброєнні перебувало 100 одиниць Т-54, постачалися з СРСР[45]
- Чехословаччина  — виготовлено 1800 одиниць Т-54 за ліцензією в 1958—1963 роках[45]

### Виноски
1. ↑  20 одиниць виготовлено з радіостанцією РСБ